# Donacaula
Donacaula ist eine Gattung von Schmetterlingen aus der Familie der Crambiden (Crambidae).

## Merkmale
Die Falter besitzen Ocellen, die häufig von Schuppen bedeckt sind. Die Fühler der Männchen sind gewimpert. Die Zilien können unterschiedlich lang sein, sie erreichen bei Donacaula forficella etwa 2 Millimeter Länge während sie bei Donacaula niloticus nur 0,5 Millimeter lang sind. Die Maxillarpalpen sind bürstenförmig beschuppt. Der Saugrüssel ist nur rudimentär entwickelt. Die Labialpalpen sind länger als Kopf und Thorax zusammen. Die Spornformel der Gattung lautet 0-2-4 (Vorder-, Mittel-, Hintertibien), die Epiphysis tibialis ist ausgebildet. Auf den Vorderflügeln sind die Flügeladern R3 und R4 gestielt. 
Die Ader R2 ist bei Donacaula forficella und Donacaula nilotica nicht mit der Zelle verbunden. Bei Donacaula mucronella ist die Ader R2 mit R3 + R4 gestielt.
Bei den Weibchen besteht das Frenulum apikal aus drei miteinander verschmolzenen Borsten.
Bei den Männchen ist der Uncus kurz, der Gnathos ist kurz und hakenförmig. Der subteguminale Fortsatz ist schmal und steht ventral hervor. Die schuppenartigen Anhänge (Coremata) an der Basis der Valven sind nur schwach sklerotisiert.
Bei den Weibchen ist das Corpus bursae kugelförmig oder gestreckt. Die Apophysen sind kräftig. Der Ovipositor ist schlanker als bei der Gattung Schoenobius.

## Verbreitung
Die Gattung ist in der Paläarktis, in der Orientalis und in der Neotropis beheimatet.

## Systematik
Die Gattung Donacaula umfasst 36 Arten, davon kommen drei Arten auch in Europa vor.
- Donacaula albicostella (Fernald, 1888)
- Donacaula aquilella (Clemens, 1860)
- Donacaula dispersella (Robinson, 1870)
- Donacaula dodatella (Walker, 1864)
- Donacaula forficella (Thunberg, 1794) Europa.
- Donacaula flavus (Joannis, 1929)
- Donacaula flavusella Martinez, 2010
- Donacaula hasegawai (Shibuya, 1927)
- Donacaula immanis (Zeller, 1877)
- Donacaula linealis Martinez, 2010
- Donacaula longirostrella (Clemens, 1860)
- Donacaula luridusella Martinez, 2010
- Donacaula maximella (Fernald, 1891)
- Donacaula melinella (Clemens, 1860)
- Donacaula microforficella (Amsel, 1956)
- Donacaula microlinealis Martinez, 2010
- Donacaula montivagella (Zeller, 1863)
- Donacaula mucronella (Denis & Schiffermüller, 1775) Europa.
- Donacaula niloticus (Zeller, 1867) Europa.
- Donacaula nitidella (Dyar, 1917)
- Donacaula ochronella Martinez, 2010
- Donacaula pallulella (Barnes & McDunnough, 1912)
- Donacaula parealis Martinez, 2010
- Donacaula porrectella (Walker, 1863)
- Donacaula pulverealis (Hampson, 1919)
- Donacaula quadrisella Martinez, 2010
- Donacaula ravella Martinez, 2010
- Donacaula roscidella (Dyar, 1917)
- Donacaula semifuscalis (Hampson, 1919)
- Donacaula sicaria (Zeller, 1863)
- Donacaula sinusella Martinez, 2010
- Donacaula sordidella (Zincken, 1821)
- Donacaula tannisella Martinez, 2010
- Donacaula tripunctella (Robinson, 1870)
- Donacaula unipunctella (Robinson, 1870)
- Donacaula uxorialis (Dyar, 1921)

## Belege
1. 1 2 3 4  Barry Goater, Matthias Nuss, Wolfgang Speidel: Pyraloidea I (Crambidae, Acentropinae, Evergestinae, Heliothelinae, Schoenobiinae, Scopariinae). In: P. Huemer, O. Karsholt, L. Lyneborg (Hrsg.): Microlepidoptera of Europe. 1. Auflage. Band 4. Apollo Books, Stenstrup 2005, ISBN 87-88757-33-1, S. 117 (englisch).
2. ↑  Global Information System on Pyraloidea (GlobIZ). Abgerufen am 21. Oktober 2014.
3. ↑  Martinez, Edda Lis (2010): A Revision of the new world species of Donacaula Meyrick and a phylogenetic analysis of related Schoenobiinae (LepidopteraCrambidae). Mississippi State University, S. 237
4. ↑  Donacaula bei Fauna Europaea. Abgerufen am 21. Oktober 2014